# Fútbol en los Juegos Olímpicos
El fútbol es uno de los deportes disputados en los Juegos Olímpicos de Verano; el torneo se rige bajo las normas de la FIFA, que lo denomina oficialmente Torneo Olímpico de Fútbol, y lo organiza en conjunto con el COI. Es el torneo de selecciones no absolutas más antiguo del mundo. 
Estados Unidos es el comité olímpico más exitoso con 5 medallas de oro (todas en la rama femenina) y Brasil el que más medallas ha conseguido en la historia del torneo con un total de 10 medallas en ambas ramas (2 de oro, 6 de plata y 2 de bronce). 
La categoría masculina se ha disputado desde París 1900, a excepción de la edición de Los Ángeles 1932, y el torneo de fútbol femenino se disputa desde Atlanta 1996. De la misma forma que el resto de los torneos de la FIFA, cuenta con una competencia preliminar de clasificación que distribuye las plazas disponibles entre las distintas confederaciones regionales.
La prolongada vigencia de esta disciplina en los Juegos Olímpicos ha ocasionado que su trayectoria evolucione y se ubique en distintos grados de trascendencia y categorización. Comenzó como un certamen absolutamente amateur de combinados de clubes locales en 1900 y 1904; se convirtió en 1908 en una competencia de selecciones nacionales, que se integraban dentro del límite que había entre, la estricta norma de la Carta Olímpica de exclusividad de jugadores aficionados, y la entonces marcada ambigüedad del concepto «profesionalismo» que había en las ligas y en los combinados nacionales existentes. En 1924 se transformó en el entonces mayor campeonato de selecciones nacionales del mundo, cuando la FIFA asumió la cotitularidad en la organización del torneo, incentivando no solo la alta competencia, sino la génesis de su torneo cumbre, la Copa del Mundo. Ese crecimiento marcó el cambio de paradigma en 1952 para hacer valer el riguroso amateurismo, lo que trajo consigo el dominio de los países del Bloque del Este. Se volvió en 1984 un muy acotado certamen juvenil que buscaba el equilibrio de fuerzas para derivar finalmente, con la incursión plena de profesionales en 1992, en el torneo con límite de edad más importante del mundo y una de las disciplinas deportivas más seguidas y redituables de la justa olímpica.
El desarrollo histórico de esta contienda dista mucho de ser paralelo al de la Copa del Mundo, dadas las singularidades que han distinguido las participaciones de sus representativos. Entre las notoriedades se puede marcar que el bicampeón olímpico Uruguay, ganador de los torneos de 1924 y 1928, obtuvo también la primera Copa del Mundo en 1930, pero no volvió a participar en la justa olímpica hasta 2012. Argentina, que ganó la plata en 1928, no volvió a figurar en el podio hasta ganar la medalla de plata en 1996 y, posteriormente, obtuvo la dorada en Atenas 2004 y en Pekín 2008. Brasil, pentacampeón mundial, solo ha ganado la medalla de oro en dos ocasiones (Río 2016 y Tokio 2020) y no se ha clasificado en varias oportunidades. Aunque la selección de la Alemania unificada aún no ha ganado la medalla de oro (ni su predecesora Alemania Federal), sí lo consiguió la Alemania Democrática, que obtuvo la presea dorada en Montreal 1976. Hungría, el equipo que ha ganado más medallas de oro, no ha participado en el torneo desde 1996; Países Bajos obtuvo la medalla de bronce en los primeros tres torneos, pero después no ha llegado a las finales desde la de 1952. Finalmente, es de considerar que las selecciones del bloque socialista, dominantes de este torneo, lograron importantes actuaciones en el torneo mayor, justo después de conquistar esta competencia, aunque sin concretar nunca el cetro mundial.

## Historia

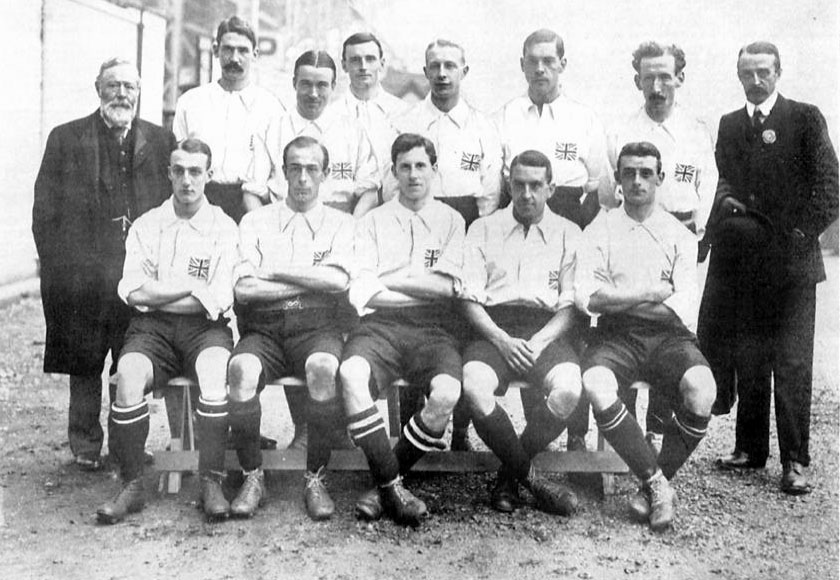
La selección del que ganó el primer torneo internacional de fútbol organizado en los Juegos Olímpicos de Londres 1908.

El fútbol, recién inventado en el siglo XIX, no se disputó en los juegos olímpicos antiguos. Se cree que el primer evento de balompié olímpico habría sido durante los Juegos Olímpicos de Atenas 1896, aunque fue de carácter no oficial. En la actualidad, no existen documentos que detallen dicha competición, pero existen algunos informes sobre dos partidos en que un combinado de Esmirna, parte del Imperio otomano, habría derrotado a otro de Atenas y habría sido derrotado por 15:0 por un combinado de origen danés.
Se disputaron partidos de demostración en los Juegos Olímpicos de París 1900 y de San Luis 1904 y en los Juegos Intercalados de 1906. Sin embargo, disputaron estos partidos equipos no profesionales provenientes de clubes deportivos o recintos educacionales, por lo que no se consideran oficiales ni por la FIFA ni por el Comité Olímpico Internacional. Sin embargo, el COI optó por reconocer las medallas respectivas de 1900 y 1904 a las naciones representadas por los clubes (Reino Unido, Francia, Bélgica, Canadá y Estados Unidos).
En los Juegos Intercalados de 1906, no oficiales para el COI, se retiraron los equipos provenientes de Alemania, Austria, los Países Bajos y el Reino Unido y dejaron como únicos competidores a Dinamarca y los representantes de Esmirna, Atenas y el club de música de Salónica. Los daneses fueron campeones al ganar la final contra Atenas por 9:0.

### Selecciones absolutas

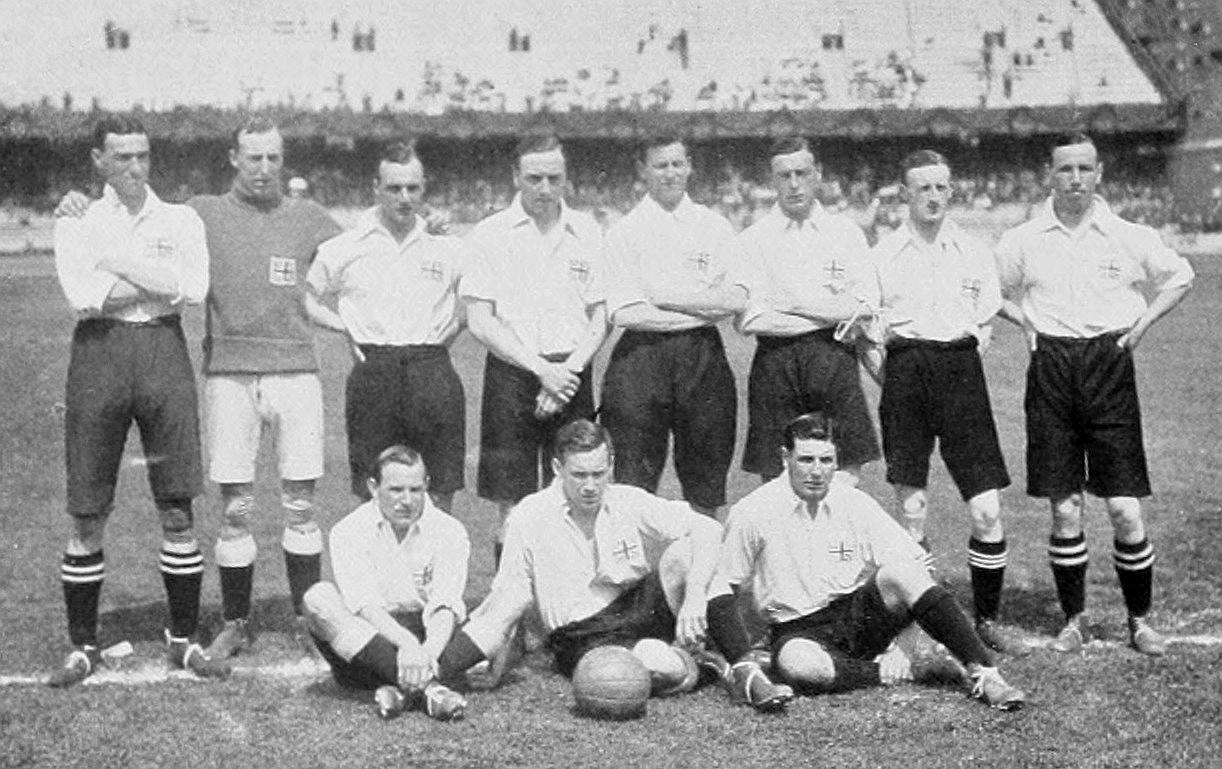
La selección del que ganó el oro en Estocolmo 1912.

En los Juegos Olímpicos de Londres 1908 se realizó finalmente el primer torneo oficial (que además se considera como el primer torneo de carácter internacional disputado) a cargo de la Asociación Inglesa de Fútbol (no afiliada a la recién fundada FIFA aún, pero con quien mantenía una estrecha relación). Aunque el peso definitivo de su inclusión como disciplina olímpica correspondió al comité organizador, en virtud de ser un deporte de origen británico, la FIFA ya había impulsado en su congreso de Berna en 1906, el que sus asociaciones afiliadas gestaran la oportunidad que concretara un torneo internacional de balompié. Por ello las federaciones existentes aceptaron la participación en el primer Torneo Olímpico de Fútbol.

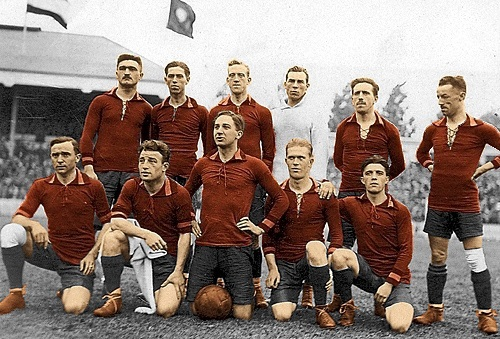
, ganadora del oro en Amberes 1920.

El primer partido oficial de la historia del balompié olímpico como deporte de competición, enfrentó a Dinamarca con un combinado francés en el que los nórdicos vencieron por 9 a 0, jugado en el estadio Shepard Bush el 19 de octubre de 1908 ante unos 2000 espectadores. Ganó el primer torneo el Reino Unido, seguido por Dinamarca (2:0 en la final) y Países Bajos (también venció 2:0 a Suecia en el partido por la medalla de bronce). En dicho torneo participaron seis equipos, que aumentaron a 11 durante los Juegos Olímpicos de Estocolmo 1912.
Las grandes diferencias entre los equipos participantes se demostraba en los abultados marcadores de cada partido; dos jugadores, Sophus Nielsen en 1908 y Gottfried Fuchs en 1912, marcaron diez goles en un solo partido, récord que se mantiene vigente en la competencia y lo estuvo para juegos de cualquier tipo de selección durante noventa años.
Siguiendo el espíritu olímpico de esa época, todos los participantes eran aficionados. El Reino Unido, que no podía enviar a su poderoso equipo profesional, organizó una "selección amateur británica" con la que ganó estos dos primeros torneos, derrotando a los daneses.
En los Juegos de 1920 se produce el debut de la primera selección no europea en unos Juegos, la selección de fútbol de Egipto. La ambigüedad de las normas federativas sobre la separación de amateurismo y profesionalismo, permitió la participación velada de jugadores que ya actuaban como figuras en sus ligas locales, tal es el caso de la selección española (ganadora de la plata) que incluyó en su plantel a balompedistas destacados como Ricardo Zamora.

### Torneo organizado directamente por la FIFA

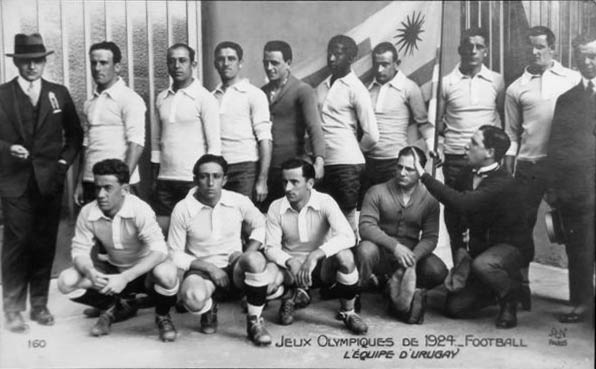
, ganadora del primer campeonato organizado por la FIFA, que fue en París 1924.

Las determinaciones del Congreso de Amberes de la FIFA en 1920, terminaron las renuencias del ente rector por reconocer al Torneo Olímpico como Campeonato del mundo, pues esta insistía en hacerlo de forma ajena al amateurismo exigido por la Carta Olímpica. Pero dado que la justa veraniega contaba con mayor organización y participación, accedió a darle dicho reconocimiento y asumió la organización de la competencia. Por lo tanto, a partir de 1924 el torneo comenzó a ser organizado por la FIFA, aunque el reconocimiento expreso como campeonato del mundo solo se prolongó en esta y la edición de 1928. 
El Torneo Olímpico de París 1924 significó un parteaguas para el torneo, e incluso para el fútbol mundial. La anuencia de la FIFA, la inclusión de figuras europeas, pero especialmente el debut de un conjunto sudamericano, desconocido casi al grado de la subestimación, la selección de fútbol de Uruguay, que conjuntaba en esos momentos a una de sus generaciones más talentosas con jugadores como Pedro Cea y Pedro Petrone. La escuadra celeste sorprendió no solo por su desempeño en la cancha, sino por la capacidad de sobreponerse a diversas dificultades que se presentaron, hasta cierto punto achacables al recelo que provocaba su presencia. Uruguay obtuvo la medalla de oro al derrotar 3:0 a Suiza. La agradable experiencia uruguaya no terminó ahí. Cuatro años después en el Torneo Olímpico de Ámsterdam 1928, la misma escuadra charrúa y la debutante Argentina confirmaron la competitividad del balompié sudamericano al protagonizar la final, que concluiría con el bicampeonato de Uruguay.
El éxito del torneo olímpico durante los años 1920, fueron alicientes para el lanzamiento de la Copa Mundial de Fútbol en Uruguay 1930. La FIFA intentó no eclipsar su nuevo campeonato por lo que, sumado al hecho de ser poco popular en Estados Unidos, el fútbol no participó en los Juegos Olímpicos de Los Ángeles 1932. Sin embargo, regresó en los Juegos Olímpicos de Berlín 1936.

### Selecciones amateur
El fútbol profesional comenzó a expandirse a lo largo y ancho del mundo, por lo que las diferencias entre el torneo olímpico y la Copa Mundial comenzaron a acrecentarse. Los principales beneficiados eran los países del bloque soviético de Europa Oriental, donde los atletas eran representantes del Estado, que entregaba importantes beneficios a sus atletas, permitiendo esto mantener su condición de «aficionado». Entre Londres 1948 y Moscú 1980, 23 de las 27 medallas olímpicas fueron entregadas a países socialistas, siendo Dinamarca, Suecia y Japón las únicas excepciones. Dentro de estos equipos campeones, se encuentra por ejemplo el denominado «equipo de oro» de Hungría, considerado uno de los mejores equipos de la historia.

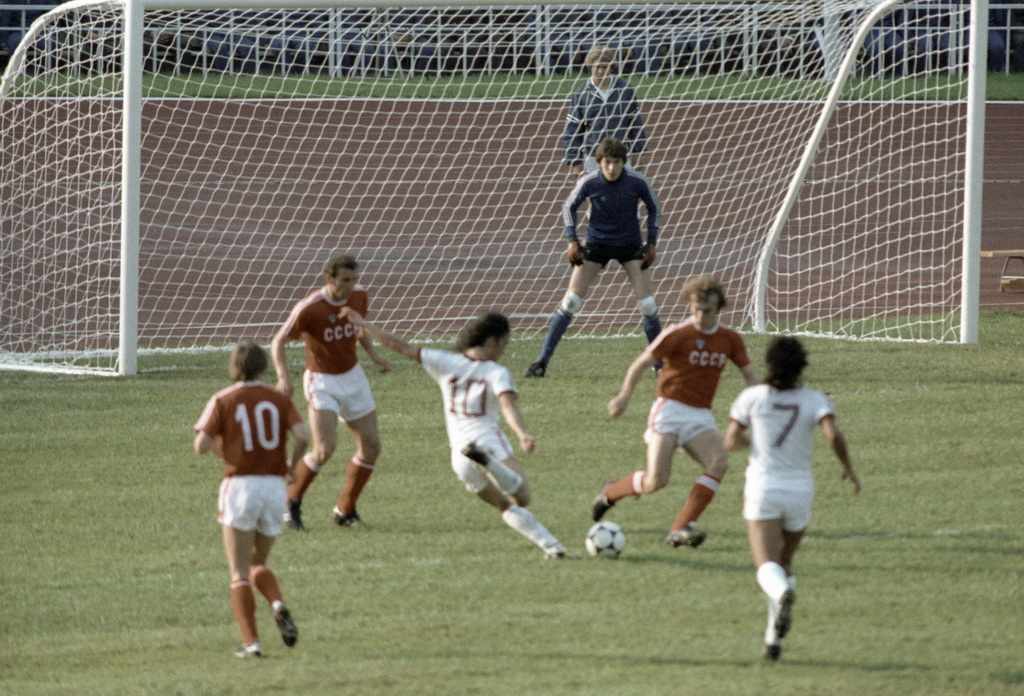
Los equipos de y la durante los XXII Juegos Olímpicos de Moscú de 1980.

Para los Juegos de Los Ángeles 1984, el Comité Olímpico Internacional sintió necesario un cambio en el torneo para reanudar el interés en él, por lo que aceptó el ingreso de equipos profesionales. La FIFA no aceptó la idea de tener un rival para su Copa Mundial, pero finalmente se llegó al acuerdo de que los equipos de confederaciones menos desarrolladas balompédicamente (CAF, AFC, OFC y Concacaf) pudieran tener equipos profesionales, mientras que los miembros de la UEFA y Conmebol se presentarían con escuadras juveniles cuyos jugadores no hayan disputado la Copa Mundial. Equipos muy jóvenes como Francia en 1984 ganaron el título olímpico.

### Selecciones sub-23 y femeninas
La idea de los equipos juveniles entusiasmaron tanto a la FIFA como al COI, por lo que desde los Juegos Olímpicos de Barcelona 1992 los jugadores de todos los planteles debían tener menos de 23 años de edad, a excepción de tres integrantes por escuadra que podían ser de mayor edad. El torneo olímpico se convirtió así en una especie de «Copa Mundial Sub-23» complementaria a las Sub-20 y Sub-17, ya implementadas por la FIFA. El nuevo formato de la competencia permitió a todos los países competir de igual forma, aunque favoreciendo inicialmente a equipos de África: Nigeria y Camerún ganaron las medallas doradas en Atlanta 1996 y Sídney 2000. Por otro lado, en los juegos de Atlanta 1996 se estrenó la versión de este campeonato para mujeres, siguiendo el creciente interés por el balompié femenino, con la diferencia de que este torneo no tiene restricciones como el caso masculino.
La participación del Reino Unido comenzó a decaer desde 1912 y finalmente desapareció en 1960. Después de que la Asociación Inglesa de Fútbol eliminara en 1974 la diferencia entre fútbol «aficionado» y «profesional», Gran Bretaña dejó de participar incluso en el proceso clasificatorio. En la actualidad, el principal impedimento es la existencia de cuatro equipos representantes del Reino Unido: (Escocia, Gales, Inglaterra e Irlanda del Norte). Para los Juegos Olímpicos de Londres 2012 se propuso la idea de la creación de una selección de fútbol del Reino Unido con jugadores de las cuatro selecciones. Aunque fue aceptada, la mayoría de los seleccionados provenían de Inglaterra, salvo casos como el del galés Ryan Giggs.
Para los Juegos Olímpicos de Londres 2012, la Argentina, hasta entonces bicampeón olímpico (2004 y 2008), no logró clasificarse en el Campeonato Sudamericano Sub-20 de 2011, y la selección de Uruguay se clasificó para una olimpiada después de 36 años, ya que a pesar de haberse clasificado en 1976, no participó, y su última aparición en los juegos fue 84 años atrás (1928). El torneo finalmente lo ganó México.
Brasil que fue subcampeón en las ediciones de Los Ángeles 1984, Seúl 1988 y Londres 2012, logró coronarse por primera vez campeón olímpico de fútbol en los Juegos Olímpicos de Río 2016, repitiendo el título en los Juegos Olímpicos de Tokio 2020.
En París 2024, el ganador del torneo masculino fue la Selección de España, quedándose con su segunda medalla dorada; mientras que en el torneo femenino, Estados Unidos consiguió su quinto campeonato olímpico.

## Historial

### Torneos masculinos
Esta tabla muestra los principales resultados de los torneos masculinos de fútbol de los Juegos Olímpicos. Para más información sobre un torneo en particular, véase la página especializada de ella en "Detalles".
De acuerdo con algunas fuentes, en Atenas 1896 se realizó un torneo de exhibición en el cual sólo participaron dos selecciones, las cuales estaban conformadas por deportistas que no eran futbolistas y por personas que no eran deportistas. Grecia estaba conformada en su totalidad por deportistas que se dedicaban a otras actividades deportivas; Dinamarca estaba conformada por dos deportistas que se dedicaban a otras actividades deportivas, nueve daneses que no eran deportistas, que se encontraban viviendo en Atenas, y por daneses que habían viajado a Grecia como espectadores de los Juegos Olímpicos de Atenas 1896. Ni el COI, ni la FIFA reconocen a este torneo como oficial. Se desconoce cuál fue el verdadero resultado de este partido, ya que algunas fuentes señalan que Dinamarca le ganó 9:0 a Grecia, y otras que el triunfo danés fue de 15:0.
| Año | Sede                                                                                              | Medalla de Oro                                                                                    | Final Resultado                                                                                   | Medalla de Plata                                                                                  | Medalla de Bronce                                                                                 | Resultado                                                                                         | Cuarto lugar                                                                                      |
| Torneo de clubes representando a selecciones (no son reconocidos por la FIFA, pero sí por el COI)                               | Torneo de clubes representando a selecciones (no son reconocidos por la FIFA, pero sí por el COI) | Torneo de clubes representando a selecciones (no son reconocidos por la FIFA, pero sí por el COI) | Torneo de clubes representando a selecciones (no son reconocidos por la FIFA, pero sí por el COI) | Torneo de clubes representando a selecciones (no son reconocidos por la FIFA, pero sí por el COI) | Torneo de clubes representando a selecciones (no son reconocidos por la FIFA, pero sí por el COI) | Torneo de clubes representando a selecciones (no son reconocidos por la FIFA, pero sí por el COI) | Torneo de clubes representando a selecciones (no son reconocidos por la FIFA, pero sí por el COI) |
| --- | ------------------------------------------------------------------------------------------------- | ------------------------------------------------------------------------------------------------- | ------------------------------------------------------------------------------------------------- | ------------------------------------------------------------------------------------------------- | ------------------------------------------------------------------------------------------------- | ------------------------------------------------------------------------------------------------- | ------------------------------------------------------------------------------------------------- |
| 1900 Detalle | París, Francia                                                                                    | Reino Unido ( Upton Park)                                                                         | 4:0                                                                                               | Francia ( Club Français)                                                                          | Bélgica ( Université Libre de Bruxelles)                                                          |                                                                                                   |                                                                                                   |
| 1904 Detalle | San Luis, Estados Unidos                                                                          | Canadá ( Galt)                                                                                    | 7:0                                                                                               | Estados Unidos ( Christian Brothers College)                                                      | Estados Unidos ( St. Rose Parish)                                                                 |                                                                                                   |                                                                                                   |
| Torneo de selecciones absolutas                                                                                                 |                                                                                                   |                                                                                                   |                                                                                                   |                                                                                                   |                                                                                                   |                                                                                                   |                                                                                                   |
| 1908 Detalle | Londres, Reino Unido                                                                              | Reino Unido                                                                                       | 2:0                                                                                               | Dinamarca                                                                                         | Países Bajos                                                                                      | 2:0                                                                                               | Suecia                                                                                            |
| 1912 Detalle | Estocolmo, Suecia                                                                                 | Reino Unido                                                                                       | 4:2                                                                                               | Dinamarca                                                                                         | Países Bajos                                                                                      | 9:0                                                                                               | Finlandia                                                                                         |
| 1920 Detalle | Amberes, Bélgica                                                                                  | Bélgica                                                                                           | [ 14 ]                                                                                            | España                                                                                            | Países Bajos                                                                                      | [ 14 ]                                                                                            | Italia                                                                                            |
| Torneo de selecciones absolutas (organizados directamente por FIFA)                                                             |                                                                                                   |                                                                                                   |                                                                                                   |                                                                                                   |                                                                                                   |                                                                                                   |                                                                                                   |
| 1924 Detalle | París, Francia                                                                                    | Uruguay                                                                                           | 3:0                                                                                               | Suiza                                                                                             | Suecia                                                                                            | 1:1 (t.s.) 3:1                                                                                    | Países Bajos                                                                                      |
| 1928 Detalle | Ámsterdam, Países Bajos                                                                           | Uruguay                                                                                           | 1:1 (t.s.) 2:1                                                                                    | Argentina                                                                                         | Italia                                                                                            | 11:3                                                                                              | Egipto                                                                                            |
| Torneo de selecciones absolutas con veto de profesionales                                                                       |                                                                                                   |                                                                                                   |                                                                                                   |                                                                                                   |                                                                                                   |                                                                                                   |                                                                                                   |
| 1932 | Los Ángeles, Estados Unidos                                                                       | No se realizó torneo de fútbol durante los Juegos Olímpicos de Los Ángeles 1932                   | No se realizó torneo de fútbol durante los Juegos Olímpicos de Los Ángeles 1932                   | No se realizó torneo de fútbol durante los Juegos Olímpicos de Los Ángeles 1932                   | No se realizó torneo de fútbol durante los Juegos Olímpicos de Los Ángeles 1932                   | No se realizó torneo de fútbol durante los Juegos Olímpicos de Los Ángeles 1932                   | No se realizó torneo de fútbol durante los Juegos Olímpicos de Los Ángeles 1932                   |
| 1936 Detalle | Berlín, Alemania                                                                                  | Italia                                                                                            | 2:1 (t.s.)                                                                                        | Austria                                                                                           | Noruega                                                                                           | 3:2                                                                                               | Polonia                                                                                           |
| 1948 Detalle | Londres, Reino Unido                                                                              | Suecia                                                                                            | 3:1                                                                                               | Yugoslavia                                                                                        | Dinamarca                                                                                         | 5:3                                                                                               | Reino Unido                                                                                       |
| Torneo de selecciones amateurs                                                                                                  |                                                                                                   |                                                                                                   |                                                                                                   |                                                                                                   |                                                                                                   |                                                                                                   |                                                                                                   |
| 1952 Detalle | Helsinki, Finlandia                                                                               | Hungría                                                                                           | 2:0                                                                                               | Yugoslavia                                                                                        | Suecia                                                                                            | 2:0                                                                                               | Alemania Federal                                                                                  |
| 1956 Detalle | Melbourne, Australia                                                                              | Unión Soviética                                                                                   | 1:0                                                                                               | Yugoslavia                                                                                        | Bulgaria                                                                                          | 3:0                                                                                               | India                                                                                             |
| 1960 Detalle | Roma, Italia                                                                                      | Yugoslavia                                                                                        | 3:1                                                                                               | Dinamarca                                                                                         | Hungría                                                                                           | 2:1                                                                                               | Italia                                                                                            |
| 1964 Detalle | Tokio, Japón                                                                                      | Hungría                                                                                           | 2:1                                                                                               | Checoslovaquia                                                                                    | Equipo Alemán Unificado                                                                           | 3:1                                                                                               | República Árabe Unida                                                                             |
| 1968 Detalle | Ciudad de México, México                                                                          | Hungría                                                                                           | 4:1                                                                                               | Bulgaria                                                                                          | Japón                                                                                             | 2:0                                                                                               | México                                                                                            |
| 1972 Detalle | Múnich, Alemania Federal                                                                          | Polonia                                                                                           | 2:1                                                                                               | Hungría                                                                                           | 2:2 (t.s.) Alemania Oriental y Unión Soviética                                                    | 2:2 (t.s.) Alemania Oriental y Unión Soviética                                                    | 2:2 (t.s.) Alemania Oriental y Unión Soviética                                                    |
| 1976 Detalle | Montreal, Canadá                                                                                  | Alemania Oriental                                                                                 | 3:1                                                                                               | Polonia                                                                                           | Unión Soviética                                                                                   | 2:0                                                                                               | Brasil                                                                                            |
| 1980 Detalle | Moscú, Unión Soviética                                                                            | Checoslovaquia                                                                                    | 1:0                                                                                               | Alemania Oriental                                                                                 | Unión Soviética                                                                                   | 2:0                                                                                               | Yugoslavia                                                                                        |
| Torneo de selecciones absolutas (CONCACAF, CAF, AFC y OFC) y selecciones juveniles (UEFA y CONMEBOL), sin veto de profesionales |                                                                                                   |                                                                                                   |                                                                                                   |                                                                                                   |                                                                                                   |                                                                                                   |                                                                                                   |
| 1984 Detalle | Los Ángeles, Estados Unidos                                                                       | Francia                                                                                           | 2:0                                                                                               | Brasil                                                                                            | Yugoslavia                                                                                        | 2:1                                                                                               | Italia                                                                                            |
| 1988 Detalle | Seúl, Corea del Sur                                                                               | Unión Soviética                                                                                   | 2:1 (t.s.)                                                                                        | Brasil                                                                                            | Alemania Federal                                                                                  | 3:0                                                                                               | Italia                                                                                            |
| Torneo de selecciones Sub-23 (+ 3 mayores), sin veto de profesionales                                                           |                                                                                                   |                                                                                                   |                                                                                                   |                                                                                                   |                                                                                                   |                                                                                                   |                                                                                                   |
| 1992 Detalle | Barcelona, España                                                                                 | España                                                                                            | 3:2                                                                                               | Polonia                                                                                           | Ghana                                                                                             | 1:0                                                                                               | Australia                                                                                         |
| 1996 Detalle | Atlanta, Estados Unidos                                                                           | Nigeria                                                                                           | 3:2                                                                                               | Argentina                                                                                         | Brasil                                                                                            | 5:0                                                                                               | Portugal                                                                                          |
| 2000 Detalle | Sídney, Australia                                                                                 | Camerún                                                                                           | 2:2 (t.s.) (5:3 pen.)                                                                             | España                                                                                            | Chile                                                                                             | 2:0                                                                                               | Estados Unidos                                                                                    |
| 2004 Detalle | Atenas, Grecia                                                                                    | Argentina                                                                                         | 1:0                                                                                               | Paraguay                                                                                          | Italia                                                                                            | 1:0                                                                                               | Irak                                                                                              |
| 2008 Detalle | Pekín, China                                                                                      | Argentina                                                                                         | 1:0                                                                                               | Nigeria                                                                                           | Brasil                                                                                            | 3:0                                                                                               | Bélgica                                                                                           |
| 2012 Detalle | Londres, Reino Unido                                                                              | México                                                                                            | 2:1                                                                                               | Brasil                                                                                            | Corea del Sur                                                                                     | 2:0                                                                                               | Japón                                                                                             |
| 2016 Detalle | Río de Janeiro, Brasil                                                                            | Brasil                                                                                            | 1:1 (t.s.) (5:4 pen.)                                                                             | Alemania                                                                                          | Nigeria                                                                                           | 3:2                                                                                               | Honduras                                                                                          |
| Torneo de selecciones Sub-24 (+ 3 mayores), sin veto de profesionales                                                           |                                                                                                   |                                                                                                   |                                                                                                   |                                                                                                   |                                                                                                   |                                                                                                   |                                                                                                   |
| 2020 Detalle | Tokio, Japón                                                                                      | Brasil                                                                                            | 2:1 (t.s.)                                                                                        | España                                                                                            | México                                                                                            | 3:1                                                                                               | Japón                                                                                             |
| Torneo de selecciones Sub-23 (+ 3 mayores), sin veto de profesionales                                                           |                                                                                                   |                                                                                                   |                                                                                                   |                                                                                                   |                                                                                                   |                                                                                                   |                                                                                                   |
| 2024 Detalle | París, Francia                                                                                    | España                                                                                            | 5:3 (t.s.)                                                                                        | Francia                                                                                           | Marruecos                                                                                         | 6:0                                                                                               | Egipto                                                                                            |

### Torneos femeninos
Esta tabla muestra los principales resultados de los torneos femeninos de fútbol de los Juegos Olímpicos. Para más información sobre un torneo en particular, véase la página especializada de ella en "Detalles".
| Año                                                        | Sede                                                       | Medalla de Oro                                             | Final Resultado                                            | Medalla de Plata                                           | Medalla de Bronce                                          | Resultado                                                  | Cuarto lugar                                               |
| Torneo de selecciones absolutas, sin veto de profesionales | Torneo de selecciones absolutas, sin veto de profesionales | Torneo de selecciones absolutas, sin veto de profesionales | Torneo de selecciones absolutas, sin veto de profesionales | Torneo de selecciones absolutas, sin veto de profesionales | Torneo de selecciones absolutas, sin veto de profesionales | Torneo de selecciones absolutas, sin veto de profesionales | Torneo de selecciones absolutas, sin veto de profesionales |
| ---------------------------------------------------------- | ---------------------------------------------------------- | ---------------------------------------------------------- | ---------------------------------------------------------- | ---------------------------------------------------------- | ---------------------------------------------------------- | ---------------------------------------------------------- | ---------------------------------------------------------- |
| 1996 Detalle                                               | Atlanta, Estados Unidos                                    | Estados Unidos                                             | 2:1                                                        | China                                                      | Noruega                                                    | 2:0                                                        | Brasil                                                     |
| 2000 Detalle                                               | Sídney, Australia                                          | Noruega                                                    | 3:2 (t.s.)                                                 | Estados Unidos                                             | Alemania                                                   | 2:0                                                        | Brasil                                                     |
| 2004 Detalle                                               | Atenas, Grecia                                             | Estados Unidos                                             | 2:1 (t.s.)                                                 | Brasil                                                     | Alemania                                                   | 1:0                                                        | Suecia                                                     |
| 2008 Detalle                                               | Pekín, China                                               | Estados Unidos                                             | 1:0 (t.s.)                                                 | Brasil                                                     | Alemania                                                   | 2:0                                                        | Japón                                                      |
| 2012 Detalle                                               | Londres, Reino Unido                                       | Estados Unidos                                             | 2:1                                                        | Japón                                                      | Canadá                                                     | 1:0                                                        | Francia                                                    |
| 2016 Detalle                                               | Río de Janeiro, Brasil                                     | Alemania                                                   | 2:1                                                        | Suecia                                                     | Canadá                                                     | 2:1                                                        | Brasil                                                     |
| 2020 Detalle                                               | Tokio, Japón                                               | Canadá                                                     | 1:1 (t.s.) (3:2 pen.)                                      | Suecia                                                     | Estados Unidos                                             | 4:3                                                        | Australia                                                  |
| 2024 Detalle                                               | París, Francia                                             | Estados Unidos                                             | 1:0                                                        | Brasil                                                     | Alemania                                                   | 1:0                                                        | España                                                     |

### Medallero Olímpico
La siguiente tabla presenta las medallas ganadas por cada selección nacional en los diversos eventos olímpicos. Sin embargo, los equipos aparecen de acuerdo a los criterios del Comité Olímpico Internacional y no con respecto a la FIFA. Así, Alemania no es considerada sucesora de Alemania Federal y de Alemania Oriental, y figura el Reino Unido, que no es miembro de la FIFA (pues lo son sus cuatro países constituyentes).
El COI optó por reconocer las medallas respectivas de 1900 y 1904 a las naciones representadas por los clubes (Reino Unido, Francia, Bélgica, Canadá y Estados Unidos). Estos torneos no son reconocidos de forma oficial por la FIFA. 
- Datos actualizados a París 2024, incluye ambas ramas, varonil y femenil.
- En 1972 se otorgaron dos medallas de bronce.

| Puesto | País                    | CON   | Total Medallas | Total Medallas   | Total Medallas    | Total Medallas |
| Puesto | País                    | CON   | Medalla de oro | Medalla de plata | Medalla de bronce | T              |
| 1      | Estados Unidos          | USA   | 5              | 2                | 2                 | 9              |
| 2      | Hungría                 | HUN   | 3              | 1                | 1                 | 5              |
| 3      | Reino Unido             | GBR   | 3              | 0                | 0                 | 3              |
| 4      | Brasil                  | BRA   | 2              | 6                | 2                 | 10             |
| 5      | España                  | ESP   | 2              | 3                | 0                 | 5              |
| 6      | Argentina               | ARG   | 2              | 2                | 0                 | 4              |
| 7      | Unión Soviética         | URS   | 2              | 0                | 3                 | 5              |
| 8      | Canadá                  | CAN   | 2              | 0                | 2                 | 4              |
| 9      | Uruguay                 | URU   | 2              | 0                | 0                 | 2              |
| 10     | Yugoslavia              | YUG   | 1              | 3                | 1                 | 5              |
| 11     | Suecia                  | SWE   | 1              | 2                | 2                 | 5              |
| 12     | Polonia                 | POL   | 1              | 2                | 0                 | 3              |
| 12     | Francia                 | FRA   | 1              | 2                | 0                 | 3              |
| 14     | Alemania                | GER   | 1              | 1                | 4                 | 6              |
| 15     | Alemania Democrática    | GDR   | 1              | 1                | 1                 | 3              |
| 16     | Nigeria                 | NGR   | 1              | 1                | 1                 | 3              |
| 17     | Checoslovaquia          | TCH   | 1              | 1                | 0                 | 2              |
| 18     | Italia                  | ITA   | 1              | 0                | 2                 | 3              |
| 18     | Noruega                 | NOR   | 1              | 0                | 2                 | 3              |
| 19     | Bélgica                 | BEL   | 1              | 0                | 1                 | 2              |
| 20     | México                  | MEX   | 1              | 0                | 1                 | 2              |
| 21     | Camerún                 | CMR   | 1              | 0                | 0                 | 1              |
| 22     | Dinamarca               | DEN   | 0              | 3                | 1                 | 4              |
| 23     | Bulgaria                | BUL   | 0              | 1                | 1                 | 2              |
| 23     | Japón                   | JPN   | 0              | 1                | 1                 | 2              |
| 25     | China                   | CHN   | 0              | 1                | 0                 | 1              |
| 25     | Austria                 | AUT   | 0              | 1                | 0                 | 1              |
| 25     | Paraguay                | PAR   | 0              | 1                | 0                 | 1              |
| 25     | Suiza                   | SUI   | 0              | 1                | 0                 | 1              |
| 29     | Países Bajos            | NED   | 0              | 0                | 3                 | 3              |
| 30     | Chile                   | CHI   | 0              | 0                | 1                 | 1              |
| 30     | Equipo Alemán Unificado | EUA   | 0              | 0                | 1                 | 1              |
| 30     | Corea del Sur           | KOR   | 0              | 0                | 1                 | 1              |
| 30     | Ghana                   | GHA   | 0              | 0                | 1                 | 1              |
| 30     | Alemania Federal        | FRG   | 0              | 0                | 1                 | 1              |
| 30     | Marruecos               | MAR   | 0              | 0                | 1                 | 1              |
| Total  | Total                   | Total | 36             | 36               | 37                | 109            |

#### Otros torneos disputados
| Año                                                                                  | Sede                                                                 | Medalla de oro                                                       | Resultado                                                            | Medalla de plata                                                     | Resultado                                                            | Medalla de bronce                                                    |
| Torneo de exhibición (no es reconocido ni por la FIFA ni por el COI)                 | Torneo de exhibición (no es reconocido ni por la FIFA ni por el COI) | Torneo de exhibición (no es reconocido ni por la FIFA ni por el COI) | Torneo de exhibición (no es reconocido ni por la FIFA ni por el COI) | Torneo de exhibición (no es reconocido ni por la FIFA ni por el COI) | Torneo de exhibición (no es reconocido ni por la FIFA ni por el COI) | Torneo de exhibición (no es reconocido ni por la FIFA ni por el COI) |
| ------------------------------------------------------------------------------------ | -------------------------------------------------------------------- | -------------------------------------------------------------------- | -------------------------------------------------------------------- | -------------------------------------------------------------------- | -------------------------------------------------------------------- | -------------------------------------------------------------------- |
| 1896 Detalle                                                                         | Atenas, Grecia                                                       | Dinamarca                                                            | [ nota 1 ]                                                           | Grecia                                                               |                                                                      |                                                                      |
| Torneo intercalado (no oficial) —este no es reconocido ni por la FIFA ni por el COI— |                                                                      |                                                                      |                                                                      |                                                                      |                                                                      |                                                                      |
| 1906 Detalle                                                                         | Atenas, Grecia                                                       | Dinamarca                                                            | [ nota 2 ]                                                           | Esmirna                                                              | 10:0                                                                 | Tesalónica                                                           |

## Tabla sumatoria de todos los torneos
La tabla muestra la cantidad de partidos jugados (ganados, empatados y perdidos), los goles a favor y en contra, la diferencia de goles y el rendimiento (cantidad de puntos obtenidos sobre el total de disputados). Para el cálculo de puntaje, se utilizan 3 puntos por partido ganado, 1 por empatado y ninguno por perdido, aunque esta regla comenzó a aplicarse a partir de los Juegos de Atlanta 1996.

### Masculino
La siguiente tabla presenta un resumen estadístico de la participación de los diferentes seleccionados nacionales masculinos entre 1908 y 2024. Por lo tanto, son excluidas las participaciones de clubes en 1900 y 1904.
|      | Equipo                 | Part. | Resultados | Resultados | Resultados | Resultados | Resultados | Resultados | Resultados | Resultados | Resultados | Participación | Participación | Participación | Participación | Participación | Participación | Participación | Participación | Participación | Participación | Participación | Participación | Participación | Participación | Participación | Participación | Participación | Participación | Participación | Participación | Participación | Participación | Participación | Participación | Participación | Participación |
| Pts. | Equipo                 | Part. | PJ         | PG         | PE         | PP         | GF         | GC         | Dif.       | Rend.      | 1908       | 1912          | 1920          | 1924          | 1928          | 1936          | 1948          | 1952          | 1956          | 1960          | 1964          | 1968          | 1972          | 1976          | 1980          | 1984          | 1988          | 1992          | 1996          | 2000          | 2004          | 2008          | 2012          | 2016          | 2020          | 2024          |               |
| ---- | ---------------------- | ----- | ---------- | ---------- | ---------- | ---------- | ---------- | ---------- | ---------- | ---------- | ---------- | ------------- | ------------- | ------------- | ------------- | ------------- | ------------- | ------------- | ------------- | ------------- | ------------- | ------------- | ------------- | ------------- | ------------- | ------------- | ------------- | ------------- | ------------- | ------------- | ------------- | ------------- | ------------- | ------------- | ------------- | ------------- | ------------- |
| 1.º  | Brasil                 | 13    | 126        | 66         | 38         | 12         | 16         | 134        | 69         | +65        | 57.58%     |               |               |               |               |               |               |               | 5°            |               | 6°            | 9°            | 10°           | 13°           | 4°            |               |               |               |               |               | 7°            |               |               |               |               |               |               |
| 2.º  | Italia                 | 15    | 102        | 61         | 32         | 6          | 23         | 125        | 87         | +38        | 55.73%     |               | 8°            | 4°            | 5°            |               |               | 5°            | 10°           |               | 4°            |               |               |               |               |               | 4°            | 4°            | 7°            | 12°           | 5°            |               | 5°            |               |               |               |               |
| 3.º  | España                 | 12    | 91         | 49         | 27         | 10         | 12         | 81         | 52         | +29        | 58.55%     |               |               |               | 17°           | 6°            |               |               |               |               |               |               | 5°            |               | 12°           | 10°           |               |               |               | 6°            |               |               |               | 14°           |               |               |               |
| 4.º  | Hungría                | 9     | 83         | 37         | 27         | 2          | 8          | 109        | 43         | +66        | 74.74%     |               | 5°            |               | 10°           |               | 13°           |               |               |               |               |               |               |               |               |               |               |               |               | 16°           |               |               |               |               |               |               |               |
| 5.º  | Argentina              | 10    | 82         | 42         | 25         | 7          | 10         | 90         | 40         | +50        | 65.07%     |               |               |               |               |               |               |               |               |               | 7°            | 10°           |               |               |               |               |               | 8°            |               |               |               |               |               |               | 11°           | 10.º          | 7°            |
| 6.º  | Unión Soviética        | 6     | 76         | 32         | 24         | 4          | 4          | 77         | 30         | +47        | 79.16%     |               |               |               |               |               |               |               | 9°            |               |               |               |               |               |               |               |               |               |               |               |               |               |               |               |               |               |               |
| 7.º  | Yugoslavia             | 11    | 73         | 42         | 23         | 4          | 15         | 115        | 81         | +34        | 57.93%     |               |               | 9°            | 21°           | 12°           |               |               |               |               |               | 6°            |               |               |               | 4°            |               | 10°           |               |               |               |               |               |               |               |               |               |
| 8.º  | Japón                  | 12    | 66         | 45         | 20         | 6          | 19         | 63         | 75         | -12        | 53.33%     |               |               |               |               |               | 8°            |               |               | 9°            |               | 8°            |               |               |               |               |               |               |               | 9°            | 6°            | 13°           | 15°           | 4°            | 10°           | 4.º           | 5°            |
| 9º   | Francia                | 14    | 65         | 40         | 20         | 5          | 15         | 78         | 94         | -16        | 50.53%     | 5°            |               | 4°            | 5°            | 9°            |               | 5°            | 18°           |               | 9°            |               | 7°            |               | 5°            |               |               |               |               | 5°            |               |               |               |               |               | 13.º          |               |
| 10.º | México                 | 12    | 64         | 46         | 17         | 13         | 16         | 69         | 75         | -16        | 60.52%     |               |               |               |               | 16.º          |               | 12.º          |               |               |               | 11.º          | 4.º           | 7.º           | 9.º           |               |               |               | 10.º          | 7.º           |               | 10.º          |               |               | 9.º           |               |               |
| 11.º | Dinamarca              | 9     | 55         | 32         | 17         | 4          | 11         | 85         | 53         | +32        | 59.13%     |               |               | 11°           |               |               |               |               | 6°            |               |               |               |               | 6°            |               |               |               |               | 13°           |               |               |               |               |               | 8°            |               |               |
| 12.º | Polonia                | 7     | 54         | 28         | 17         | 3          | 8          | 69         | 39         | +30        | 62.79%     |               |               |               | 20°           |               | 4°            |               | 13°           |               | 10°           |               |               |               |               |               |               |               |               |               |               |               |               |               |               |               |               |
| 13.º | Alemania Democrática   | 4     | 52         | 24         | 16         | 4          | 4          | 57         | 17         | +40        | 72.22%     |               |               |               |               |               |               |               |               |               |               |               |               |               |               |               |               |               |               |               |               |               |               |               |               |               |               |
| 14.º | Corea del Sur          | 11    | 49         | 38         | 12         | 13         | 13         | 53         | 72         | -19        | 42.15%     |               |               |               |               |               |               | 8°            |               |               |               | 14°           |               |               |               |               |               | 11°           | 11°           | 11°           | 9°            | 6°            | 10°           |               | 5°            | 5.º           |               |
| 15.º | Suecia                 | 10    | 47         | 32         | 14         | 5          | 13         | 84         | 57         | +27        | 48.95%     | 4°            | 9°            | 6°            |               |               | 9°            |               |               |               |               |               |               |               |               |               |               |               | 5°            |               |               |               |               |               | 15°           |               |               |
| 16.º | Nigeria                | 7     | 47         | 31         | 14         | 5          | 12         | 48         | 52         | -4         | 50.53%     |               |               |               |               |               |               |               |               |               |               |               | 14°           |               |               | 13°           |               | 15°           |               |               | 8°            |               |               |               |               |               |               |
| 17.º | Checoslovaquia         | 5     | 46         | 22         | 14         | 4          | 4          | 60         | 16         | +44        | 69.69%     |               |               | A             | 9°            |               |               |               |               |               |               |               | 9°            |               |               |               |               |               |               |               |               |               |               |               |               |               |               |
| 18.º | Egipto                 | 13    | 46         | 42         | 13         | 7          | 22         | 72         | 100        | -28        | 35.41%     |               |               | 8°            | 8°            | 4°            | 11°           | 13°           | 12°           |               | 13°           | 4°            |               |               |               |               | 8°            |               | 12°           |               |               |               |               | 8°            |               | 8.º           | 4°            |
| 19.º | Reino Unido            | 9     | 42         | 23         | 13         | 3          | 7          | 76         | 44         | +32        | 60.86%     |               |               | 10°           |               |               | 7°            | 4°            | 22°           | 5°            | 8°            |               |               |               |               |               |               |               |               |               |               |               |               | 5°            |               |               |               |
| 20.º | Países Bajos           | 8     | 37         | 25         | 11         | 4          | 10         | 55         | 48         | +7         | 49.33%     |               |               |               | 4°            | 10°           |               | 10°           | 23°           |               |               |               |               |               |               |               |               |               |               |               |               |               | 7°            |               |               |               |               |
| 21.º | Alemania Federal       | 5     | 35         | 21         | 11         | 2          | 8          | 52         | 28         | +24        | 55.55%     |               |               |               |               |               |               |               | 4°            | 9°            |               |               |               | 5°            |               |               | 5°            |               |               |               |               |               |               |               |               |               |               |
| 22.º | Estados Unidos         | 14    | 34         | 35         | 8          | 10         | 17         | 41         | 90         | -49        | 32.38%     |               |               |               | 11°           | 17°           | 10°           | 16°           | 24°           | 8°            |               |               |               | 14°           |               |               | 9°            | 12°           | 9°            | 10°           | 4°            |               | 9°            |               |               |               | 8°            |
| 23.º | Uruguay                | 3     | 31         | 13         | 10         | 1          | 2          | 34         | 11         | +23        | 79.48%     |               |               |               |               |               |               |               |               |               |               |               |               |               |               |               |               |               |               |               |               |               |               | 9°            |               |               |               |
| 24.º | Australia              | 7     | 27         | 28         | 8          | 3          | 17         | 30         | 44         | -14        | 32.00%     |               |               |               |               |               |               |               |               | 6°            |               |               |               |               |               |               |               | 7°            | 4°            | 13°           | 15°           | 7°            | 11°           |               |               | 12.º          |               |
| 25.º | Marruecos              | 8     | 26         | 29         | 7          | 5          | 17         | 34         | 53         | -19        | 20.28%     |               |               |               |               |               |               |               |               |               |               | 13°           |               | 8°            |               |               | 12°           |               | 15°           |               | 16°           | 10°           |               | 11°           |               |               |               |
| 26.º | Irak                   | 6     | 25         | 22         | 6          | 7          | 9          | 25         | 31         | -6         | 37.87%     |               |               |               |               |               |               |               |               |               |               |               |               |               |               | 6°            | 14°           | 9°            |               |               |               | 4°            |               |               | 12°           |               | 10°           |
| 27.º | Ghana                  | 6     | 25         | 23         | 6          | 7          | 10         | 33         | 49         | -16        | 36.23%     |               |               |               |               |               |               |               |               |               |               | 7°            | 12°           | 16°           |               |               |               |               |               | 8°            |               | 9°            |               |               |               |               |               |
| 28.º | Bulgaria               | 5     | 24         | 14         | 7          | 3          | 4          | 35         | 19         | +16        | 57.14%     |               |               |               | 12°           |               |               |               | 18°           |               | 5°            |               |               |               |               |               |               |               |               |               |               |               |               |               |               |               |               |
| 29.º | Paraguay               | 3     | 24         | 14         | 7          | 3          | 4          | 23         | 22         | +1         | 57.14%     |               |               |               |               |               |               |               |               |               |               |               |               |               |               |               |               |               | 6°            |               |               |               |               |               |               |               | 6°            |
| 30.º | Portugal               | 4     | 24         | 16         | 7          | 3          | 6          | 24         | 30         | -6         | 50%        |               |               |               |               | 5°            |               |               |               |               |               |               |               |               |               |               |               |               |               | 4°            |               | 14°           |               |               | 6°            |               |               |
| 31.º | Alemania               | 4     | 21         | 13         | 6          | 3          | 4          | 54         | 20         | +34        | 53.84%     |               | 7°            |               |               | 7°            | 6°            |               |               |               |               |               |               |               |               |               |               |               |               |               |               |               |               |               |               | 9.º           |               |
| 32.º | Chile                  | 4     | 21         | 14         | 6          | 3          | 5          | 27         | 20         | +7         | 50.00      |               |               |               |               | 9°            |               |               | 17°           |               |               |               |               |               |               |               | 7°            |               |               |               |               |               |               |               |               |               |               |
| 33.º | Bélgica                | 4     | 21         | 13         | 7          | 0          | 6          | 25         | 31         | -6         | 53.84%     |               |               |               | 15°           | 8°            |               |               |               |               |               |               |               |               |               |               |               |               |               |               |               |               | 4°            |               |               |               |               |
| 34.º | Camerún                | 3     | 20         | 13         | 5          | 5          | 3          | 16         | 16         | 0          | 53.84%     |               |               |               |               |               |               |               |               |               |               |               |               |               |               |               | 11°           |               |               |               |               |               | 8°            |               |               |               |               |
| 35.º | Honduras               | 5     | 19         | 19         | 5          | 4          | 10         | 19         | 31         | -12        | 33.33%     |               |               |               |               |               |               |               |               |               |               |               |               |               |               |               |               |               |               |               | 10°           |               | 16°           | 7°            | 4°            | 14.º          |               |
| 36.º | Austria                | 4     | 18         | 12         | 6          | 0          | 6          | 26         | 25         | +1         | 50.00%     |               | 6°            |               |               |               |               | 14°           | 7°            |               |               |               |               |               |               |               |               |               |               |               |               |               |               |               |               |               |               |
| 37.º | Rumania                | 4     | 17         | 11         | 5          | 2          | 4          | 14         | 18         | -4         | 51.46%     |               |               |               | 14°           |               |               |               | 18°           |               |               | 5°            |               |               |               |               |               |               |               |               |               |               |               |               |               | 11.º          |               |
| 38.º | Noruega                | 5     | 16         | 13         | 5          | 1          | 7          | 18         | 25         | -7         | 41.02%     |               | 10°           | 7°            |               |               |               |               | 16°           |               |               |               |               |               |               |               | 10°           |               |               |               |               |               |               |               |               |               |               |
| 39.º | Colombia               | 5     | 16         | 16         | 4          | 4          | 8          | 21         | 36         | -15        | 33.33%     |               |               |               |               |               |               |               |               |               |               |               | 10°           | 11°           |               | 11°           |               |               | 14°           |               |               |               |               |               | 7°            |               |               |
| 40.º | Suiza                  | 3     | 14         | 10         | 4          | 2          | 4          | 17         | 14         | +3         | 46.66%     |               |               |               |               | 14°           |               |               |               |               |               |               |               |               |               |               |               |               |               |               |               |               |               | 13°           |               |               |               |
| 41.º | Costa de Marfil        | 2     | 11         | 8          | 3          | 2          | 3          | 11         | 13         | -2         | 50.00%     |               |               |               |               |               |               |               |               |               |               |               |               |               |               |               |               |               |               |               |               |               | 6°            |               |               | 7.º           |               |
| 42.º | Israel                 | 3     | 11         | 11         | 2          | 5          | 4          | 16         | 20         | -4         | 33.33%     |               |               |               |               |               |               |               |               |               |               |               | 6°            |               | 6°            |               |               |               |               |               |               |               |               |               |               |               | 15°           |
| 43.º | Finlandia              | 4     | 10         | 9          | 3          | 1          | 5          | 14         | 29         | -15        | 37.03%     |               | 4°            |               |               |               | 14°           |               | 14°           |               |               |               |               |               |               | 9°            |               |               |               |               |               |               |               |               |               |               |               |
| 44.º | Nueva Zelanda          | 4     | 10         | 13         | 2          | 4          | 7          | 8          | 23         | -15        | 27.77%     |               |               |               |               |               |               |               |               |               |               |               |               |               |               |               |               |               |               |               |               |               | 14°           | 16°           |               | 6°            | 11°           |
| 45.º | Perú                   | 2     | 9          | 5          | 3          | 0          | 2          | 17         | 14         | +3         | 60.00%     |               |               |               |               |               | 5°            |               |               |               | 11°           |               |               |               |               |               |               |               |               |               |               |               |               |               |               |               |               |
| 46.º | Kuwait                 | 3     | 8          | 10         | 2          | 2          | 6          | 12         | 18         | -6         | 26.66%     |               |               |               |               |               |               |               |               |               |               |               |               |               |               | 5°            |               |               | 16°           |               | 12°           |               |               |               |               |               |               |
| 47.º | Guatemala              | 3     | 8          | 10         | 2          | 2          | 6          | 10         | 21         | -11        | 26.66%     |               |               |               |               |               |               |               |               |               |               |               | 8°            |               | 10°           |               |               | 16°           |               |               |               |               |               |               |               |               |               |
| 48.º | Zambia                 | 2     | 7          | 7          | 2          | 1          | 4          | 12         | 12         | 0          | 33.33%     |               |               |               |               |               |               |               |               |               |               |               |               |               |               | 15°           |               | 5°            |               |               |               |               |               |               |               |               |               |
| 49.º | Cuba                   | 2     | 7          | 6          | 2          | 1          | 3          | 3          | 13         | -10        | 38.88%     |               |               |               |               |               |               |               |               |               |               |               |               |               | 11°           | 7°            |               |               |               |               |               |               |               |               |               |               |               |
| 50.º | Irán                   | 3     | 7          | 9          | 2          | 1          | 6          | 6          | 20         | -14        | 25.92%     |               |               |               |               |               |               |               |               |               |               | 12°           |               | 12°           | 7°            |               |               |               |               |               |               |               |               |               |               |               |               |
| 51.º | Túnez                  | 4     | 7          | 12         | 1          | 4          | 7          | 11         | 27         | -16        | 25.92%     |               |               |               |               |               |               |               |               |               | 15°           |               |               |               |               |               |               | 13°           |               | 14°           |               | 12°           |               |               |               |               |               |
| 52.º | Costa Rica             | 3     | 7          | 10         | 2          | 1          | 7          | 9          | 24         | -15        | 23.33%     |               |               |               |               |               |               |               |               |               |               |               |               |               |               | 16°           | 13°           |               |               |               |               | 8°            |               |               |               |               |               |
| 53.º | Turquía                | 6     | 7          | 10         | 2          | 1          | 7          | 14         | 37         | -23        | 23.33%     |               |               |               | 19°           | 15°           | 15°           | 6°            | 8°            |               | 14°           |               |               |               |               |               |               |               |               |               |               |               |               |               |               |               |               |
| 54.º | Malí                   | 2     | 6          | 7          | 1          | 3          | 3          | 6          | 7          | -1         | 28.57%     |               |               |               |               |               |               |               |               |               |               |               |               |               |               |               |               |               |               |               |               | 5°            |               |               |               |               | 14°           |
| 55º  | Luxemburgo             | 6     | 6          | 8          | 2          | 0          | 6          | 16         | 30         | -14        | 25.00%     |               |               | 11°           | 13°           | 13°           | 16°           | 9°            | 11°           |               |               |               |               |               |               |               |               |               |               |               |               |               |               |               |               |               |               |
| 56.º | Senegal                | 1     | 5          | 4          | 1          | 2          | 1          | 6          | 6          | 0          | 41.66%     |               |               |               |               |               |               |               |               |               |               |               |               |               |               |               |               |               |               |               |               |               |               | 6°            |               |               |               |
| 57.º | Canadá                 | 2     | 5          | 6          | 1          | 2          | 3          | 7          | 9          | -2         | 27.77%     |               |               |               |               |               |               |               |               |               |               |               |               |               | 13°           |               | 6°            |               |               |               |               |               |               |               |               |               |               |
| 58.º | Sudáfrica              | 3     | 5          | 9          | 1          | 2          | 6          | 9          | 15         | -6         | 27.77%     |               |               |               |               |               |               |               |               |               |               |               |               |               |               |               |               |               |               |               | 11°           |               |               |               | 13°           | 16.º          |               |
| 59.º | Argelia                | 2     | 5          | 7          | 1          | 2          | 4          | 8          | 11         | -3         | 23.80%     |               |               |               |               |               |               |               |               |               |               |               |               |               |               | 8°            |               |               |               |               |               |               |               |               | 14°           |               |               |
| 60.º | Catar                  | 2     | 5          | 7          | 1          | 2          | 4          | 4          | 10         | -6         | 23.80%     |               |               |               |               |               |               |               |               |               |               |               |               |               |               |               | 15°           |               | 8°            |               |               |               |               |               |               |               |               |
| 61.º | India                  | 4     | 4          | 8          | 1          | 1          | 6          | 10         | 27         | -17        | 16.66%     |               |               |               |               |               |               | 11°           | 25°           | 4°            | 12°           |               |               |               |               |               |               |               |               |               |               |               |               |               |               |               |               |
| 62.º | Birmania               | 1     | 3          | 3          | 1          | 0          | 2          | 2          | 2          | 0          | 33.33%     |               |               |               |               |               |               |               |               |               |               |               |               | 9°            |               |               |               |               |               |               |               |               |               |               |               |               |               |
| 63.º | Eslovaquia             | 1     | 3          | 3          | 1          | 0          | 2          | 4          | 6          | -2         | 33.33%     |               |               |               |               |               |               |               |               |               |               |               |               |               |               |               |               |               |               |               | 13°           |               |               |               |               |               |               |
| 64.º | Irlanda                | 2     | 3          | 3          | 1          | 0          | 2          | 3          | 5          | -2         | 33.33%     |               |               |               | 7°            |               |               | 17°           |               |               |               |               |               |               |               |               |               |               |               |               |               |               |               |               |               |               |               |
| 65.º | Ucrania                | 1     | 3          | 3          | 1          | 0          | 2          | 3          | 5          | -2         | 33.33%     |               |               |               |               |               |               |               |               |               |               |               |               |               |               |               |               |               |               |               |               |               |               |               |               |               | 9°            |
| 66.º | Bielorrusia            | 1     | 3          | 3          | 1          | 0          | 2          | 3          | 6          | -3         | 33.33%     |               |               |               |               |               |               |               |               |               |               |               |               |               |               |               |               |               |               |               |               |               |               | 10°           |               |               |               |
| 67.º | Venezuela              | 1     | 3          | 3          | 1          | 0          | 2          | 3          | 7          | -4         | 33.33%     |               |               |               |               |               |               |               |               |               |               |               |               |               |               | 12°           |               |               |               |               |               |               |               |               |               |               |               |
| 68.º | Guinea                 | 2     | 3          | 6          | 1          | 0          | 5          | 5          | 15         | -10        | 16.66%     |               |               |               |               |               |               |               |               |               |               |               | 13°           |               |               |               |               |               |               |               |               |               |               |               |               |               | 16°           |
| 69.º | Corea del Norte        | 1     | 3          | 3          | 1          | 0          | 2          | 3          | 9          | -6         | 33.33%     |               |               |               |               |               |               |               |               |               |               |               |               |               | 8°            |               |               |               |               |               |               |               |               |               |               |               |               |
| 70.º | Malasia                | 1     | 3          | 3          | 1          | 0          | 2          | 3          | 9          | -6         | 33.33%     |               |               |               |               |               |               |               |               |               |               |               |               | 10°           |               |               |               |               |               |               |               |               |               |               |               |               |               |
| 71.º | República Checa        | 1     | 2          | 3          | 0          | 2          | 1          | 5          | 6          | -1         | 22.22%     |               |               |               |               |               |               |               |               |               |               |               |               |               |               |               |               |               |               |               | 14°           |               |               |               |               |               |               |
| 71º  | República Dominicana   | 1     | 2          | 3          | 0          | 2          | 1          | 2          | 4          | -2         | 22.22%     |               |               |               |               |               |               |               |               |               |               |               |               |               |               |               |               |               |               |               |               |               |               |               |               |               | 12°           |
| 72.º | Gabón                  | 1     | 2          | 3          | 0          | 2          | 1          | 1          | 3          | -2         | 22.22%     |               |               |               |               |               |               |               |               |               |               |               |               |               |               |               |               |               |               |               |               |               |               | 12°           |               |               |               |
| 73.º | China                  | 4     | 2          | 8          | 0          | 2          | 6          | 1          | 17         | -16        | 8.33%      |               |               |               |               |               | 12°           | 15°           |               |               |               |               |               |               |               |               |               | 14°           |               |               |               |               | 13°           |               |               |               |               |
| 74.º | Uzbekistán             | 1     | 1          | 3          | 0          | 1          | 2          | 2          | 4          | -2         | 11.11%     |               |               |               |               |               |               |               |               |               |               |               |               |               |               |               |               |               |               |               |               |               |               |               |               |               | 13°           |
| 75.º | Emiratos Árabes Unidos | 1     | 1          | 3          | 0          | 1          | 2          | 3          | 6          | -3         | 11.11%     |               |               |               |               |               |               |               |               |               |               |               |               |               |               |               |               |               |               |               |               |               |               | 15°           |               |               |               |
| 76.º | Serbia                 | 1     | 1          | 3          | 0          | 1          | 2          | 3          | 7          | -4         | 11.11%     |               |               |               |               |               |               |               |               |               |               |               |               |               |               |               |               |               |               |               |               |               | 12°           |               |               |               |               |
| 77.º | Indonesia              | 1     | 1          | 2          | 0          | 1          | 1          | 0          | 4          | -4         | 16.66%     |               |               |               |               |               |               |               |               | 7°            |               |               |               |               |               |               |               |               |               |               |               |               |               |               |               |               |               |
| 78.º | El Salvador            | 1     | 1          | 3          | 0          | 1          | 2          | 2          | 8          | -6         | 11.11%     |               |               |               |               |               |               |               |               |               |               |               | 15°           |               |               |               |               |               |               |               |               |               |               |               |               |               |               |
| 79.º | Siria                  | 1     | 1          | 3          | 0          | 1          | 2          | 0          | 8          | -8         | 11.11%     |               |               |               |               |               |               |               |               |               |               |               |               |               |               | 14°           |               |               |               |               |               |               |               |               |               |               |               |
| 80.º | Grecia                 | 3     | 1          | 5          | 0          | 1          | 4          | 5          | 18         | -13        | 6.66%      |               |               | 12°           |               |               |               |               | 18°           |               |               |               |               |               |               |               |               |               |               |               |               | 15°           |               |               |               |               |               |
| 81.º | Antillas Neerlandesas  | 1     | 0          | 1          | 0          | 0          | 1          | 1          | 2          | -1         | 0.00%      |               |               |               |               |               |               |               | 15°           |               |               |               |               |               |               |               |               |               |               |               |               |               |               |               |               |               |               |
| 82.º | Estonia                | 1     | 0          | 1          | 0          | 0          | 1          | 0          | 1          | -1         | 0.00%      |               |               |               | 17°           |               |               |               |               |               |               |               |               |               |               |               |               |               |               |               |               |               |               |               |               |               |               |
| 83.º | Sudán                  | 1     | 0          | 3          | 0          | 0          | 3          | 1          | 5          | -4         | 0.00%      |               |               |               |               |               |               |               |               |               |               |               |               | 15°           |               |               |               |               |               |               |               |               |               |               |               |               |               |
| 84.º | Afganistán             | 1     | 0          | 1          | 0          | 0          | 1          | 0          | 6          | -6         | 0.00%      |               |               |               |               |               |               | 18°           |               |               |               |               |               |               |               |               |               |               |               |               |               |               |               |               |               |               |               |
| 85.º | Letonia                | 1     | 0          | 1          | 0          | 0          | 1          | 0          | 7          | -7         | 0.00%      |               |               |               | 16°           |               |               |               |               |               |               |               |               |               |               |               |               |               |               |               |               |               |               |               |               |               |               |
| 86.º | China Taipéi           | 1     | 0          | 3          | 0          | 0          | 3          | 3          | 12         | -9         | 0.00%      |               |               |               |               |               |               |               |               |               | 16°           |               |               |               |               |               |               |               |               |               |               |               |               |               |               |               |               |
| 87.º | Lituania               | 1     | 0          | 1          | 0          | 0          | 1          | 0          | 9          | -9         | 0.00%      |               |               |               | 22°           |               |               |               |               |               |               |               |               |               |               |               |               |               |               |               |               |               |               |               |               |               |               |
| 88.º | Serbia y Montenegro    | 1     | 0          | 3          | 0          | 0          | 3          | 3          | 14         | -11        | 0.00%      |               |               |               |               |               |               |               |               |               |               |               |               |               |               |               |               |               |               |               |               | 16°           |               |               |               |               |               |
| 89.º | Arabia Saudita         | 2     | 0          | 6          | 0          | 0          | 6          | 3          | 15         | -12        | 0.00%      |               |               |               |               |               |               |               |               |               |               |               |               |               |               |               |               | 16°           |               |               | 15°           |               |               |               |               | 15°           |               |
| 90.º | Rusia                  | 1     | 0          | 2          | 0          | 0          | 2          | 1          | 18         | -17        | 0.00%      |               | 11°           |               |               |               |               |               |               |               |               |               |               |               |               |               |               |               |               |               |               |               |               |               |               |               |               |
| 91.º | Fiyi                   | 1     | 0          | 3          | 0          | 0          | 3          | 1          | 23         | -22        | 0.00%      |               |               |               |               |               |               |               |               |               |               |               |               |               |               |               |               |               |               |               |               |               |               |               | 16°           |               |               |
| 92.º | Tailandia              | 2     | 0          | 4          | 0          | 0          | 4          | 1          | 28         | -27        | 0.00%      |               |               |               |               |               |               |               |               | 11°           |               |               | 16°           |               |               |               |               |               |               |               |               |               |               |               |               |               |               |
|      | Equipo                 | Part. |            |            |            |            |            |            |            |            |            |               |               |               |               |               |               |               |               |               |               |               |               |               |               |               |               |               |               |               |               |               |               |               |               |               |               |
| Pts. | Equipo                 | Part. | PJ         | PG         | PE         | PP         | GF         | GC         | Dif.       | Rend.      | 08         | 12            | 20            | 24            | 28            | 36            | 48            | 52            | 56            | 60            | 64            | 68            | 72            | 76            | 80            | 84            | 88            | 92            | 96            | 00            | 04            | 08            | 12            | 16            | 20            | 24            |               |

### Femenino
La siguiente tabla presenta un resumen estadístico de la participación de los diferentes seleccionados nacionales femeninos entre 1996 y 2024.
|      | Equipo          | Part. | Resultados | Resultados | Resultados | Resultados | Resultados | Resultados | Resultados | Resultados | Resultados | Participación | Participación | Participación | Participación | Participación | Participación | Participación | Participación |
| Pts. | Equipo          | Part. | PJ         | PG         | PE         | PP         | GF         | GC         | Dif.       | Rnd        | 96         | 00            | 04            | 08            | 12            | 16            | 20            | 24            |               |
| ---- | --------------- | ----- | ---------- | ---------- | ---------- | ---------- | ---------- | ---------- | ---------- | ---------- | ---------- | ------------- | ------------- | ------------- | ------------- | ------------- | ------------- | ------------- | ------------- |
| 1º   | Estados Unidos  | 8     | 103        | 44         | 33         | 7          | 4          | 88         | 38         | +50        | 78,03%     |               |               |               |               |               | 5°            |               |               |
| 2°   | Brasil          | 8     | 68         | 41         | 20         | 8          | 14         | 69         | 39         | +30        | 55,28%     | 4°            | 4°            |               |               | 6°            | 4°            | 6°            |               |
| 3º   | Alemania        | 6     | 64         | 31         | 20         | 4          | 7          | 58         | 27         | +31        | 68,81%     | 5°            |               |               |               |               |               |               |               |
| 4º   | Canadá          | 5     | 43         | 26         | 14         | 7          | 5          | 38         | 25         | +13        | 55,12%     |               |               |               | 8°            |               |               |               | 7°            |
| 5º   | Suecia          | 7     | 43         | 31         | 12         | 7          | 12         | 38         | 36         | +2         | 38,71%     | 6°            | 6°            | 4°            | 6°            | 7°            |               |               |               |
| 6º   | Japón           | 6     | 31         | 26         | 9          | 4          | 13         | 31         | 36         | -5         | 39,74%     | 7°            |               | 7°            | 4°            |               |               | 8°            | 5°            |
| 7°   | Noruega         | 3     | 28         | 14         | 9          | 1          | 4          | 26         | 19         | +7         | 66,66%     |               |               |               | 7°            |               |               |               |               |
| 8°   | China           | 6     | 27         | 21         | 7          | 6          | 8          | 30         | 43         | -13        | 33,33%     |               | 5°            | 9°            | 5°            |               | 8°            | 10°           |               |
| 9º   | Francia         | 3     | 21         | 14         | 7          | 0          | 7          | 24         | 16         | +8         | 50,00%     |               |               |               |               | 4°            | 6°            |               | 6°            |
| 10º  | Australia       | 5     | 20         | 20         | 5          | 5          | 10         | 31         | 38         | -7         | 33,33%     |               | 7°            | 5°            |               |               | 7°            | 4°            | 9°            |
| 11º  | Reino Unido     | 2     | 16         | 8          | 5          | 1          | 3          | 12         | 7          | +5         | 62,50%     |               |               |               |               | 5°            |               | 7°            |               |
| 12º  | España          | 1     | 10         | 6          | 3          | 1          | 2          | 9          | 8          | +1         | 66,67%     |               |               |               |               |               |               |               | 4°            |
| 13º  | Países Bajos    | 1     | 8          | 4          | 2          | 2          | 0          | 23         | 10         | +13        | 66,67%     |               |               |               |               |               |               | 5°            |               |
| 14°  | Nueva Zelanda   | 5     | 7          | 16         | 2          | 1          | 13         | 10         | 33         | -23        | 14,58%     |               |               |               | 10°           | 8°            | 9°            | 12°           | 10°           |
| 15º  | Corea del Norte | 2     | 6          | 6          | 2          | 0          | 4          | 4          | 9          | -5         | 33,33%     |               |               |               | 9°            | 9°            |               |               |               |
| 16º  | Colombia        | 3     | 5          | 10         | 1          | 2          | 7          | 8          | 19         | -11        | 16,66%     |               |               |               |               | 11°           | 11°           |               | 8°            |
| 17º  | Nigeria         | 5     | 3          | 12         | 1          | 0          | 11         | 8          | 23         | -15        | 8,33%      |               | 8°            | 6°            | 11°           |               |               |               | 11°           |
| 18°  | Sudáfrica       | 2     | 2          | 6          | 0          | 2          | 4          | 1          | 10         | -9         | 11,11%     |               |               |               |               | 10°           | 10°           |               |               |
| 19°  | México          | 1     | 1          | 3          | 0          | 1          | 2          | 1          | 8          | -7         | 11,11%     |               |               | 8°            |               |               |               |               |               |
| 20º  | Zambia          | 2     | 1          | 6          | 0          | 1          | 5          | 13         | 28         | -15        | 5,55%      |               |               |               |               |               |               | 9°            | 12°           |
| 21º  | Argentina       | 1     | 0          | 3          | 0          | 0          | 3          | 1          | 5          | -4         | 0,00%      |               |               |               | 11°           |               |               |               |               |
| 22º  | Chile           | 1     | 0          | 3          | 0          | 0          | 3          | 1          | 5          | -4         | 0,00%      |               |               |               |               |               |               | 11°           |               |
| 23º  | Zimbabue        | 1     | 0          | 3          | 0          | 0          | 3          | 3          | 15         | -12        | 0,00%      |               |               |               |               |               | 12°           |               |               |
| 24º  | Dinamarca       | 1     | 0          | 3          | 0          | 0          | 3          | 2          | 11         | -9         | 0,00%      | 8°            |               |               |               |               |               |               |               |
| 25º  | Camerún         | 1     | 0          | 3          | 0          | 0          | 3          | 1          | 11         | -10        | 0,00%      |               |               |               |               | 12°           |               |               |               |
| 26º  | Grecia          | 1     | 0          | 3          | 0          | 0          | 3          | 0          | 11         | -11        | 0,00%      |               |               | 10°           |               |               |               |               |               |

## Goleadores

### Masculino
| Jugador           | Selección   | Goles |
| ----------------- | ----------- | ----- |
| Sophus Nielsen    | Dinamarca   | 14    |
| Antal Dunai       | Hungría     | 13    |
| Ferenc Bene       | Hungría     | 12    |
| Domingo Tarasconi | Argentina   | 11    |
| Pedro Petrone     | Uruguay     | 11    |
| Gottfried Fuchs   | Alemania    | 10    |
| Kazimierz Deyna   | Polonia     | 10    |
| Harold Walden     | Reino Unido | 9     |
| Vilhelm Wolfhagen | Dinamarca   | 9     |
| Soufiane Rahimi   | Marruecos   | 8     |

### Femenino
| Jugadora           | Selección      | Goles |
| ------------------ | -------------- | ----- |
| Cristiane          | Brasil         | 14    |
| Marta              | Brasil         | 13    |
| Christine Sinclair | Canadá         | 12    |
| Birgit Prinz       | Alemania       | 10    |
| Carli Lloyd        | Estados Unidos | 10    |
| Vivianne Miedema   | Países Bajos   | 10    |
| Abby Wambach       | Estados Unidos | 9     |
| Pretinha           | Brasil         | 8     |
| Sam Kerr           | Australia      | 7     |
| Melissa Tancredi   | Canadá         | 7     |
| Stina Blackstenius | Suecia         | 7     |

## Torneos olímpicos juveniles
Las modalidades masculina y femenina de fútbol estuvieron presentes como disciplinas deportivas en los Juegos Olímpicos de la Juventud en la edición inaugural, realizada en Singapur y la edición de 2014. En el evento participaron selecciones sub-15, tanto en el torneo masculino como femenino.
| Año          | Sede               | Medalla de Oro | Final Resultado       | Medalla de Plata  | Medalla de Bronce | Resultado | Cuarto lugar |
| Masculino    | Masculino          | Masculino      | Masculino             | Masculino         | Masculino         | Masculino | Masculino    |
| ------------ | ------------------ | -------------- | --------------------- | ----------------- | ----------------- | --------- | ------------ |
| 2010 Detalle | Singapur, Singapur | Bolivia        | 5:0                   | Haití             | Singapur          | 4:1       | Montenegro   |
| 2014 Detalle | Nankín, China      | Perú           | 2:1                   | Corea del Sur     | Islandia          | 4:0       | Cabo Verde   |
| Femenino     |                    |                |                       |                   |                   |           |              |
| 2010 Detalle | Singapur, Singapur | Chile          | 1:1 (t.s.) (5:3 pen.) | Guinea Ecuatorial | Turquía           | 3:0       | Irán         |
| 2014 Detalle | Nankín, China      | China          | 5:0                   | Venezuela         | México            | 3:1       | Eslovaquia   |